# Sucha Psina
Sucha Psina (cz. Suchá Pščina, niem. Zauchwitz, dawniej Zauchwiz) – wieś w Polsce położona w województwie opolskim, w powiecie głubczyckim, w gminie Baborów.

## Nazwa
Heinrich Adamy w swoim dziele o nazwach miejscowości na Śląsku wydanym w 1888 roku we Wrocławiu wymienia jako najstarszą zanotowaną nazwę miejscowości Suchoppina podając jej znaczenie "Trockene Wurzelstocke" czyli po polsku "Suche korzenie, kłącze". Pierwotna nazwa została później przez Niemców zgermanizowana na Zauchwizi utraciła znaczenie. W 1936 roku niemiecka administracja nazistowska wprowadziła dla wsi nazwę Dreimühlen.

## Historia
Historycznie miejscowość leży na tzw. polskich Morawach, czyli na obszarze dawnej diecezji ołomunieckiej. Wzmiankowana w 1337, kiedy należała do księstwa raciborsko-opawskiego. W 1340 miejscowość została zakupiona wraz z Baborowem przez Ofkę raciborską. Po wojnach śląskich znalazła się w granicach Prus i powiatu głubczyckiego. Pierwotnie była zamieszkała przez tzw. Morawców, jeszcze w XVII wieku językiem kazań był język morawski (gwary laskie), na początku XX wieku była już niemieckojęzyczna. W granicach Polski od końca II wojny światowej.
W latach 1975–1998 miejscowość administracyjnie należała do ówczesnego województwa opolskiego.

## Zabytki
Do wojewódzkiego rejestru zabytków wpisany jest kościół par. pw. św. Jodoka, 1714 r., XIX w., 1958 r.

## Religia
Na terenie wsi działalność religijną prowadzi Kościół Rzymskokatolicki.